# Henry Ireton
Henry Ireton, född 1611 i Attenborough, Nottinghamshire, död 26 november 1651 i Limerick, var en engelsk fältherre och politiker.
Vid det engelska inbördeskrigets utbrott 1642 deltog Ireton på parlamentsarméns sida mot kung Karl I:s trupper. Under kriget kom han att bli nära allierad med Oliver Cromwell och gifte sig 1646 med dennes dotter Bridget (1624–1662).
Ireton sökte i det längsta att förhandla med Karl I och föreslog en typ av konstitutionell monarki. Men när Karl flydde till Isle of Wight i november 1647, insåg Ireton att alla förhandlingar var fruktlösa. Ireton propagerade för en rättegång mot kungen och var en av de drivande krafterna bakom dödsdomen mot denne i januari 1649. 
Efter den stora restaurationen av monarkin i England 1660 exhumerades Iretons lik och avrättades postumt tillsammans med liken av Oliver Cromwell och John Bradshaw.
Orten Ireton i Iowa har uppkallats efter Henry Ireton.